# Сі Джей Перрі
Сі Джей Перрі (англ. C.J. Perry), повне ім'я Кетрін Джей Перрі (англ. Catherine Joy Perry), також відома як Лана (англ. Lana, народилася 24 березня 1985 в Гейнсвіллі, штат Флорида, США) — американська реслерка, фотомодель, танцюристка, акторка і співачка, промоутерка у федерації реслінгу WWE і особиста менеджерка реслера Олександра Русева.
2021 року знялася в фільмі «Зоряний рубіж».